# Wouter van Zeytveld
Wouter van Zeytveld, ook gespeld als Wouter van Zeijtveld (Amsterdam, 16 december 1923 – overlijdensplaats en -datum onbekend) was een Nederlands verzetsstrijder in de Tweede Wereldoorlog en later uitgever.

## Biografie
Van Zeytveld werd in 1923 geboren in een 'rood nest'. Hij was zoon van klerk bij de Gemeentelijke Telefoon Teunis Jacob van Zeijtveld en Joanna Wilhelmina Magdalena Maria Veerman, wonende aan de Transvaalkade in Amsterdam. Hij was tussen 1945 en 1949 getrouwd met Tineke Haak en vanaf 1950 met Elizabeth Margot Bexterman. Zijn archiefkaart bij het Stadsarchief Amsterdam vermeldt onder “beroep”: laborant, redacteur (Elsevier) en directeur (blad Oscar) van een uitgeverij. In 2013 woonde hij in Gorssel.
Zijn ouders hadden elkaar in 1901 ontmoet bij de CPN. Het gezin woonde in de Transvaalbuurt in Amsterdam Oost, een arbeidersbuurt waar veel Joodse families woonden.

## Verzetswerk
Van Zeytveld ging naar het Amsterdams Montessori Lyceum. Daar raakte hij bevriend met Jur Haak jr. en zijn zus Tineke. Hij wordt genoemd in memoires van Annie Romein-Verschoor wanneer hij samen met haar zoon Bart deelneemt aan de scholierenstaking op het Vossius Gymnasium in 1940. De Vossianen staakten uit protest tegen het ontslag van hun Joodse docenten. Hij deed in het schooljaar 1940-1941 eindexamen op het Vossius. Na het behalen van het eindexamen studeerde hij wiskunde aan de Gemeente Universiteit van Amsterdam.
Jur Haak jr. werd na de eerste grote razzia op juli 1942 benaderd door een Utrechtse vriend, Jan Meulenbelt. Deze benaderde collega-studenten voor het realiseren van een structurele oplossing voor het laten onderduiken van Joodse kinderen. Daartoe richtte hij samen met Rut Matthijsen het Utrechts Kindercomité op. Haak betrok zijn zus Tineke erbij, die in opleiding was voor maatschappelijk werkster. Tineke benaderde haar vriend Van Zeytveld, die weer oud-Vossiaan Piet Meerburg inschakelde. Meerburg studeerde rechten en was lid van het (oorspronkelijk Joodse) dispuut D.I.D.O en al enige tijd actief in het Amsterdams Studenten Verzet als Piet van Doorn.
Meerburg vormde met Van Zeytveld en Tineke Haak de Amsterdamse Studenten Groep (ASG). Andere kernleden van de ASG waren Piets verloofde Hansje van Loghem en haar huisgenotes op Rubensstraat 32 Iet van Dijk, Gisela Söhnlein, Mieke Mees en Alice Brunner. De ASG hield zich bezig met het laten onderduiken van Joodse kinderen. Dit humanitaire verzet wordt in naoorlogse bronnen aangeduid als het 'kinderwerk'. Het ouderlijk huis van Jur en Tineke Haak aan de De Lairessestraat functioneerde enige tijd als kantoor voor het kinderwerk.
De ASG richtte zich eerst op het te vondeling leggen van Joodse baby's op de stoep van ingelichte pleegouders, daartoe benaderd door kinderarts Hein Fiedeldij Dop. Toen de Duitse overheid bepaalde dat iedere vondeling in het vervolg als Joods kind zou worden beschouwd, werd deze methode verlaten. Vanaf de zomer van 1942 werkte de ASG voor het laten onderduiken van Joodse kinderen nauw samen met het Utrechts Kindercomité. Gisela Söhnlein was tot haar arrestatie in 1943 de contactpersoon met Utrecht. De eerste stop voor de onderduikertjes was meestal Kindjeshaven, de Utrechtse crèche van Trui van Lier en Jet Berdenis van Berlekom. Na verraad in 'het Utrechtse' in 1943, bouwde de ASG eigen netwerken op in Friesland en Limburg. Daarop begon het systematisch wegsmokkelen van Joodse kinderen uit de crèche tegenover de Hollandsche Schouwburg. Walter Süskind van de Joodse Raad, directrice van de crèche Henriëtte Pimentel, enkele van haar kinderverzorgsters onder wie Sieny Kattenburg en Virrie Cohen en de directeur van de Hervormde Kweekschool Johan van der Hulst zaten in het complot. In de periode 1942- 1943 heeft de ASG naar schatting 300-400 Joodse kinderen uit de crèche gesmokkeld. Van Zeytveld zorgde ervoor dat de pleeggezinnen over voldoende bonkaarten konden beschikken.

## Na de Tweede Wereldoorlog
Tineke Haak, Wouter van Zeytveld en Piet Meerburg werkten vanaf augustus 1945 enige tijd voor het uitvoeringsbureau van de Commissie Oorlogspleegkinderen (OPK). Deze commissie onder voorzitterschap van Gezina van der Molen gaf uitvoering aan een wettelijke regeling inzake de voogdij van oorlogswezen. Na de oorlog ontstond een felle discussie over waar de onderduikkinderen heen moesten: bij hun pleegouders blijven of weer in Joodse kring opgenomen worden. Overigens hielden de genoemde drie de OPK al snel voor gezien, de touwtrekkerij rondom de kinderen en de strijdende religieuze kampen stond hen tegen.
Van Zeytveld maakte zijn wiskundestudie niet af maar studeerde politieke wetenschappen aan de zevende faculteit van de Gemeente Universiteit, waar hij les kreeg van zijn vroegere docent geschiedenis aan het Vossius Gymnasium, professor Jacques Presser. Hij trouwde met Tineke Haak, maar hun huwelijk hield geen stand.
In de jaren 1970 en 1980 was Van Zeytveld directeur van Kluwer Sociaal-Wetenschappelijke Boeken en Tijdschriften in Deventer. Toen hij in 1985 met pensioen ging, werkten er ongeveer vijftig mensen bij die werkmaatschappij. In het Auschwitzbulletin van 2013-2014 werd hij vermeld als uitgever in ruste en woonachtig in Gelderland. 
Van Zeytveld is overleden.

## Eerbetoon
In 1974 werd Van Zeytveld door Yad Vashem onderscheiden met de eretitel Rechtvaardige onder de Volkeren.